# 1345 Потомак
1345 Потомак (1345 Potomac) — астероїд головного поясу, відкритий 4 лютого 1908 року. Належить до групи Гільди.